# Dasamonquepeuc
Dasemunkepeuc (Dasamonquepeuc), selo (Hodge) i pleme (Willard) vjerojatno Secotan Indijanaca, porodica Algonquian. Selo se (1587.) nalazilo na obali okruga Dare, nasuprot otoka Roanoke u današnjoj američkoj državi Sjeverna Karolina, a sudeći prema mapi blizu Mann’s Harbora. Od raznih autora ovaj naziv javlja se u mnogim sličnim oblicima: Dassamopoque (Smith, 1629); Dasamoquepeuk i Dasamonquepeuk; Dasamotiquepero (niozemska mapa iz 1621); Dessamopeak (Schoolcraft, 1857), etc.  

## Vanjske poveznice
- How Women of Dasamonquepeuc Carry their Children